# واتون-ات-استون
واتون-ات-استون (به انگلیسی: Watton-at-Stone) یک روستا و محله مدنی در بریتانیا است که در Watton-at-Stone واقع شده‌است. واتون-ات-استون ۲٬۲۷۲ نفر جمعیت دارد.